# Briareidae
Briareidae é uma família de corais da ordem Scleralcyonacea. Inclui apenas o gênero Briareum.